# Frère des victuailles
Les Frères des victuailles (ou Vitaliens, fratres Vitalienses, Vitaliebrødre en danois, Vitalienbrüder en allemand) est un groupe de corsaires qui devinrent pirates. Ils furent engagés en 1392 par le duc de Mecklembourg, Albrecht de Mecklembourg, l'ancien roi de Suède, pour attaquer les navires danois, car la reine Marguerite Ire de Danemark avait emprisonné Albrecht de Mecklembourg pour que lui et son fils renoncent au trône de Suède.
Initialement soutenus par la Hanse, car le royaume du Danemark en était une puissance concurrente, les Vitaliens attaquèrent par la suite les navires de cette ligue, rendant ainsi difficiles les échanges commerciaux en mer Baltique et forçant la Hanse à soutenir Marguerite Ire de Danemark.
Lors de la guerre dano-suédoise de 1394, les Frères des victuailles occupèrent Gotland et en firent leur base opérationnelle. Ils s'y établirent en tant que flibustiers sous la devise « Amis de Dieu, ennemis du monde entier ». On peut voir encore aujourd'hui, à Vivesholm, les ruines d'une forteresse qu'Albert fit construire après sa destitution du trône de Suède en tant que chef des Frères des victuailles.

## Nom
L'origine de l'expression Frère des victuailles n'est pas définitivement élucidée, mais provient supposément du moyen français, dans lequel les troupes qui approvisionnaient l'armée au début de la guerre de Cent Ans étaient nommées victuailleurs (voir aussi: victuaille). Cordsen attire l'attention sur la possibilité que les victuailleurs, pris du latin non classique comme mot étranger par diverses langues européennes, aient pu être largement assimilés à des pillards s'appropriant de manière enragée les victuailles de leurs victimes.
Pendant longtemps, le nom a été directement associé à l'approvisionnement de Stockholm par les briseurs de blocus pendant le siège de 1389 jusqu'à 1392. Cette association est vraisemblablement inexacte, comme le nom apparaît déjà dans les comptes de la trésorerie de la ville de Hambourg avant le siège de la ville suédoise.
Le nom Frère désigne vraisemblablement les marins du groupe, qui à la différence des mercenaires, ne perçoivent aucun salaire et assurance de leur commanditaire, mais sont indépendants à leurs propres frais.
Cependant le mot est encore confus quant à savoir s'il s'agit d'une désignation propre ou étrangère. Dans une correspondance de 1392 entre livoniens appartenant à l'ordre teutonique, plusieurs personnalités importantes (capitanei) de la fratres victualium ont été nommées. La désignation danoise (da)fitalgaebrøthernae est attestée en 1396.
À partir de 1398, la désignation (de)Likedeeler (mot provenant du bas allemand) est apparue. L'attention se porte alors sur son système de répartition des prises ; sur l'organisation sociale de la confrérie, qui s'est différenciée des castes de la société féodale moyenâgeuse ; et sur la création de groupes d'entraide. Ainsi le marin ordinaire possédait un certain degré d'influence, qui manquait à la société féodale. D'autant plus que le nom (de) Likedeeler implique la loyauté et l'entraide réciproque, ce qui a pu avoir des répercussions positives sur la cohésion de la confrérie des pirates. Dans un même ordre d'idées, leur devise « Les amis et les ennemis de Dieu dans le monde entier » a été choisie collectivement[réf. nécessaire].

## Origine et organisation
Les Frères des victuailles, engagés par différents pouvoirs territoriaux surtout au début de leur formation, obtiennent au contraire des mercenaires ni salaire ni nourriture. Ils dépendaient de l'autosuffisance et comptait sur leur propre revenu au lieu d'une solde.
Leur classe dirigeante a été recrutée au début dans des familles pauvres du Mecklembourg. Une crise agricole persistante depuis le début du XIVe siècle a conduit de nombreux hommes de la basse noblesse menacés par la pauvreté à chercher leur fortune au-delà des lois, tant sur terre qu'en mer. L'appauvrissement devait être ainsi compensé par des expéditions criminelles. Cependant même à la fin des Frères des Victuailles, les membres de la noblesse n'étaient pas rares. Par exemple, deux fils du prévôt de Kuressaare, Wilhelm Varensbeke.
Les premiers capitaines de la « première génération » des Frères des Victuailles sont Arnd Stuke, Henning Mandüvel et Nikolaus Milies. Les noms Gödeke Michels, Klaus Störtebeker, Hennig Wichmann, Klaus Scheld ou Magister Wigbold seront toutefois cités plus tard. Cette « deuxième génération » n'a plus été supposément recrutée dans des familles pauvres de la vieille noblesse du Mecklembourg, mais a acquis leur position dirigeante par leur habileté et leur hardiesse.
Pendant le XIVe siècle, des changements profonds affectent la société. Cela commença par le petit Âge glaciaire, qui engendra de mauvaises récoltes. Puis entre 1347 et 1353, environ un tiers de la population européenne mourut à cause de la peste d'après les estimations des historiens[réf. souhaitée]. Seulement une décennie plus tard, le raz-de-marée de la Saint-Marcel en 1362, aussi nommé « Grote Mandränke » a détruit plus de trente paroisses et tua approximativement 100 000 personnes[réf. souhaitée]. À la suite de cette catastrophe, des famines se sont déclarés et parfois des états anarchiques sont apparus. Toute une représentation du monde vacille. Pour la première fois dans l'histoire européenne, les classes populaires se permettent de douter en masse de la prétendue inéluctable classe régnante dont le pouvoir provient de Dieu et réalisent leur capacité à prendre leur destin en main. Des insurrections, comme en 1374 à Brunswick ou dix ans après à Lübeck (le Knochenhaueraufstand (de)), transportent une idéologie qui s'accorde bien avec les valeurs revendiquées par les pirates de liberté, égalité et de justice. Les sources de l'époque sur les hommes eux-mêmes sont à peine disponibles. Les chroniques, qui traitent des Frères des Victuailles 150 ans plus tard, contiennent déjà des premiers éléments de glorification de ces moments, à la fin desquels se trouve la légende de la saga Störtebeker. De même, des flibustiers opérant individuellement auraient pu être comptés dans ces chroniques. Avec la délivrance de lettres de course et avec celles-ci, la légitimation de leur participation dans le conflit entre le Danemark et le Mecklemborg semble profitable.
Les corsaires de la mer du nord et mer Baltique s'organisaient supposément à partir de 1390 en une forme de confrérie; autrement dit, l'apparition soudaine du nom de Fratres Vitalienses (Frères des Victuailles), à partir de cette année-là, ne peut s'expliquer. Les fondations de confréries se multipliaient rapidement à partir de la fin du XIVe siècle; par exemple la confrérie des navigateurs anglais a été fondée en 1350 à Hambourg. De telles confréries comme celle-là ont pu servir de modèles pour les corsaires dans la formation de leur « organisation parapluie ». Cependant, il n'y a jamais eu de fraternité soudée : parois, les Frères des Victuailles se sont battus les uns contre les autres en tant qu'alliés de partis différents.
Le statut juridique de ces confréries n'est pas simple à déterminer : la frontière entre pirate, flibustier, corsaire s'efface. Les Frères des Victuailles ont été à plusieurs reprises équipés de lettres de marque par différents souverains et se différencient par conséquent objectivement des pirates en général. La Hanse n'acceptait aucunement par exemple cette légitimation par des lettres de marque : pour elle, il s'agissait indifféremment de pirates. L'appartenance à la fratres Vitalienses suffisait la plupart du temps pour prononcer la peine de mort.
Cependant, la confrérie se développa rapidement. En 1392, les magistrats de l'ordre teutonique évaluent le nombre total de membre des Frères des Victuailles à environ 1500. Au sommet de leur puissance au temps du règne sur Gotland, la taille de la confrérie a été estimée à 2 000 hommes.
Malgré leur taille et leur importance en politique et en commerce, les Frères des Victuailles n'ont jamais poursuivi des intérêts territoriaux au sens strict; au contraire, ils étaient toujours dépendants du lien avec une puissance territoriale.
Depuis 2018, l'historien francfortois Gregor Rohmann, qui s'était distingué autrefois avec la critique sur la présentation du corsaire et capitaine Klaus Störtebeker. Il est à se demander si « Frères des victuailles » désigne principalement une formation de groupes de guerriers maritimes ou pas plutôt avant tout une activité impliquant l'exécution d'ordres militaires et violents en mer. Rohman suppose également, que la notion a été utilisée avant tout par les diplomates des villes hanséatiques et les souverains voisins comme une désignation de l'ennemi.

## Histoire

### Les frères des victuailles dans la mer Baltique

#### Les troubles du trône en Scandinavie
La formation des Frères des victuailles a pour origine le conflit entre le Danemark et le Mecklembourg dans la deuxième moitié du XIVe siècle.
Valdemar IV Atterdag, monarque du Danemark, conquit en 1361 et 1362 les régions suédoises de Scanie, Öland, Bornholm et Gotland, à la suite de quoi est décidée la formation de la Confédération de Cologne lors du Hansetag de 1367, avec pour objectif de combattre le Danemark et son alliée la Norvège. De cette manière, les privilèges commerciaux sont préservés par les villes hanséatiques.
La Confédération remporte la victoire sur le roi du Danemark, ce qui débouche le 24 mai 1370 sur le traité de Stralsund, qui offre le contrôle de quatre châteaux danois du Sund à Skanör, Falsterbo, Helsingborg et Malmö, succès triomphal pour la Hanse.
Waldemar IV meurt le 24 octobre 1375. Sa fille Marguerite Ire (mariée au roi norvégien Håkon VI) impose son fils Olav IV de Norvège (1380-1387) sur le trône à la place du successeur légitime Albert IV. L'année suivante, son fils alors nommé Oluf II est couronné le 3 mai 1376 contre la volonté de l'empereur Charles IV. La Hanse, qui a un droit de regard sur l'occupation du trône danois, accueille la décision avec bienveillance et renforce la position d'Oluf II.

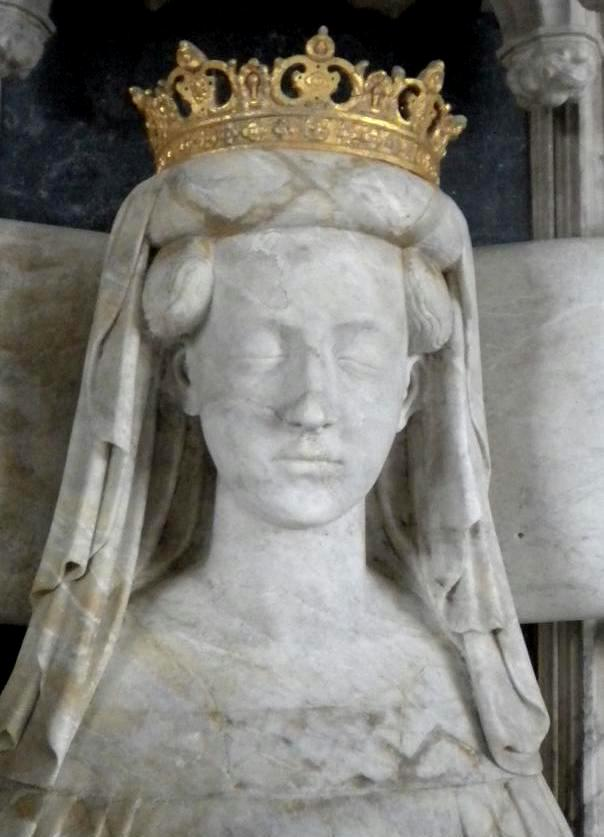
Marguerite Ire (reine de Danemark) de Johannes Junge 1425

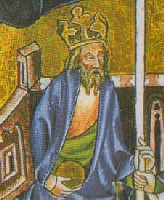
Albert III

Le Mecklembourg poursuit alors une politique d'escarmouches et lance une guerre de course contre le Danemark, dans laquelle Albert II procure des lettres de marque aux bateaux pirates. Durant les années suivantes, les deux camps en emploient plusieurs, particulièrement pour perturber les navires marchands.
De temps à autre, quelques (groupes de) villes de la Hanse s'organisent avec les navires de guerre (de) pour défendre leurs intérêts concernant la voie maritime. Cependant, les premiers désaccords surgissent avec les villes hanséatiques de Rostock et de Wismar, qui contournent l'interdiction de la Ligue hanséatique d'acheter ou de vendre des biens volés, dans l'intérêt de leur souverain Albert II. Les navires marchands se protègent en convois : « Les marins d'une ville ou d'entiers groupes de villes se sont associés en flotte contre la menace des pirates ».
Après la mort d'Albert II. le 18 février 1379, son fils le roi de Suède Albert III conclut en août de cette année un traité de paix avec le Danemark. Effectivement, son frère Henri III, nouveau duc de Mecklembourg, a commencé des négociations en vue d'un cessez-le-feu, et un combat contre les Danois apparaît ainsi peu prometteur. Albert IV, fils d'Henri, renonce en outre à la couronne danoise malgré les recommandations du son père.
Quand Håkon VI meurt en 1380, Marguerite Ire entre en conflit avec la Ligue hanséatique pour les privilèges commerciaux maintenant affirmés. Elle se sert aussi de pirates pour perturber le commerce maritime. L'objectif n'est toutefois plus le Mecklembourg, mais l'ensemble du commerce de la Hanse. En 1381, la régente change de cap en adoptant une ligne politique amicale avec la Hanse et fournit même un accord de paix entre l'alliance des villes hanséatiques et les pirates : Marguerite Ire apparaît comme l'intermédiaire entre les pirates et la Hanse.
Cependant, la Ligue hanséatique ne peut pas résoudre durablement son problème avec de simples traités et elle équipe donc à plusieurs reprises des navires de guerre. Marguerite Ire soutient également la Hanse, maintenant active dans le combat contre les pirates, car elle doit s'attirer une position aussi favorable que possible pour les négociations concernant les châteaux du détroit, en voie de restitution aux Danois après l'accord de paix. La reconquête réussit : la reprise des châteaux est datée au 11 mai 1385 et elle confirme en contrepartie les privilèges de la Ligue hanséatique au Danemark :
« Vortmer tho wat tiden se des van uns begerende sin, dat wy en vornyen de confirmacien, de wy en gegeven hebben up ere privilegien und vriheit in unsem ryke tho Denemarken, der vorniginge schulle wy en nicht wegeren. Ok schal desse bref nicht hinderlik wesen al eren anderen breven eder vriheiden, de se edder erer jenich hebben van uns und unseren vorolderen in dem rike tho Denemarken, men der schulle se bruken und de schullen by erer vullen macht bliven. ».
La Ligue hanséatique essaie même, fatiguée du financement de l'équipement et des disputes sur le financement des navires de guerre, de nommer un responsable chargé de combattre les pirates. Sous la direction du maire de Stralsund Wulf Wulflam, jusqu'alors chargé de l'administration des quatre châteaux du détroit, une expédition armée contre les pirates est lancée :
« Und allen schaden van schepen, van koste, van luden und van vengnisse schalhe sulven allene utstan. […] Und hir vore scholen eme de stede geven 5000 mark Sundisch. […] Vortmer wat vromen he nympt van seeroveren, de schal sin wesen, yd en were, dat de seerover dem koepmanne dat ghenomen hadden, dat scholde men deme koepmanne wedder gheven […]. »
Par la suite, le Danemark aussi bien que le Mecklembourg commencent à se distancer des Frères des Victuailles. À partir du 28 septembre 1386, la Ligue hanséatique conclut un traité de paix officiel avec les émissaires des pirates, valable jusqu'en 1390.
Olaf IV meurt le 3 août 1387 ; Marguerite Ire devient alors monarque du Danemark. Elle entre aussitôt en négociation avec la noblesse suédoise, qui lui rend hommage en 1388, puis la reconnaît en tant que monarque du royaume et lui jure fidélité.
Albert III, le roi légitime, se rend pendant ce temps au Mecklembourg afin de trouver des alliés et des finances. Il revient en décembre en Suède avec une armée, où il subit toutefois le 24 février 1389 une écrasante défaite à Falköping et est fait prisonnier avec son fils Erich. Rapidement, Marguerite Ire, souveraine à vie de la Norvège depuis la mort de son mari Håkon en février, prend entièrement le contrôle de la Suède, à l'exception de Stockholm, qui résiste aussi à une conquête militaire et à laquelle Albert III prête serment d'allégeance. La ville est en conséquence assiégée et approvisionnée de 1389 à 1392 seulement par les Frères des victuailles.

#### Corsaires dans la mer Baltique
À partir de 1390, le Mecklembourg mène une double tactique : d'une part des attaques directes (une taxe de guerre est prélevée, cependant, la campagne de guerre menée par le duc Johann von Stargard, oncle d'Albert III, se termine sans succès), d'autre part une guerre de course contre les navires danois, ce qui conduit à un renouveau de la piraterie dans la mer Baltique. Une lettre de marque est adressée
« […] Scharen adliger Räuber, denen der Landraub gefährlicher und weniger gewinnbringend schien. Die Scharen Verfesteter, flüchtiger Schuldner und Übeltäter aus Stadt und Land, dazu arme Teufel, fahrendes Volk und wandernde Gesellen strömten zusammen. Mecklenburgische Adlige und Städtebürger wurden Führer, die Häfen des Landes stellten die Schiffe, Kaperbriefe gegen die drei Reiche des Nordens wurden ausgegeben […]. »
« [...] Des bandes de nobles voleurs, pour qui le vol de terres semblait plus dangereux et moins rentable. Les masses renforcées de malfaiteurs et débiteurs de la ville et de la campagne, plus des pauvres diables, les gens du voyage et les compagnons d'errance, affluent ensemble. Les nobles et les citadins du Mecklembourg devinrent des chefs de file, les ports du pays fournissaient les bateaux, des lettres de marque étaient délivrées contre les trois royaumes du nord. »
En 1391, les ports de Rostock et Wismar s'ouvrent à tous ceux qui veulent nuire au royaume du Danemark. Les villes de Rostock et Wismar ont en outre permis aux Frères des Victuailles de vendre les futurs biens acquis par l'intermédiaire de la piraterie sur les marchés de ces villes.
La Hanse recherche d'abord la neutralité dans ce conflit, afin de ne pas mettre en danger les relations commerciales pendant et surtout après la fin du conflit : les attaques contre les Frères des Victuailles, munis de lettres de marque et soutenant activement les Mecklembourgeois, auraient été considérées par le Danemark comme une prise de position et auraient entraîné l'extension de la guerre de courses aux navires hanséatiques.
À partir de 1392, la situation dans la mer Baltique s'aggrave. Les Frères des Victuailles nuisent à l'ensemble du commerce de la Baltique. Les navires de commerce s'organisent alors à nouveau en convois. Jusqu'à la fin de l'année 1394, la marine marchande de la mer Baltique est presque complètement bloquée:
« Anno 1393 [beherrschten] […] die tapferen Vitalienbrüder die See […], weshalb zu Lübeck die gesamte Schiffahrt ruhte […], »
« En 1393, les courageux Frères des Victuailles dominaient la mer [...], c'est la raison pour laquelle l'ensemble de la navigation de Lübeck se reposait [...] »
ce qui entraîne des pertes de bénéfice pour la ville. Des marchandises importantes manquent (sel, hareng, céréales...). Marguerite Ire est aussi affectée par l'arrêt du trafic maritime : il lui manque les recettes de la taxe douanière, soit des sommes considérables à la fin du XIVe siècle. La Hanse l'incite de plus à entrer en négociation avec le Mecklembourg.

#### L'attaque sur Bergen
Le 22 avril 1393, la ville norvégienne de Bergen est attaquée par les Frères des Victuailles — la Norvège étant depuis 1380 en union avec le Danemark :
« Im dem selben Jahr, […], da fuhren die Rostocker und die Wismarer Vitalienbrüder nach Norwegen und schunden den Kaufmann zu Bergen; sie nahmen viele Kleinode in Gold und Silber und kostbare Kleider, Hausrat und auch Fische. Mit dem großen Schatz fuhren sie dann, ohne zurückgehalten zu werden, nach Rostock und verkauften ihn unter den Bürgern; das war denen willkommen; den anderen Teil des Raubs fuhren sie nach Wismar und verkauften ihn dort: die Bürger beider Städte machten sich wenig Gedanken, ob die Ware rechtlich oder widerrechtlich in Besitz genommen worden war. »
« La même année, [...], les Frères des Victuailles de Rostock et Wismar se rendirent en Norvège et écorchèrent le marchand à Bergen; ils prirent beaucoup de bijoux en or et en argent, des vêtements précieux, du mobilier et aussi du poisson. Puis, ils se sont rendus sans rétention avec le grand trésor à Rostock et l'ont vendu aux citoyens, ce qui leur a été bienvenu; l'autre partie du butin a été conduit et vendu à Wismar : les citoyens des deux villes ne se souciaient pas de la provenance des marchandises, si elles avaient été acquises de manières licites ou illicites. »
Là se profile particulièrement le conflit d'intérêts des villes Rostock et Wismar : se positionner avec la Hanse contre les Frères des Victuailles et fermer ses ports, se retourner pour ainsi dire contre leur régent, Albert de Mecklembourg. Ce dernier doit premièrement répondre à l'attaque sur les villes norvégiennes, car tous les chefs de l'opération sont des souverains du Mecklembourg :
« Die Deutschen hatten 900 Schützen; der Anführer hieß Enis, ein Deutscher, Verwandter Albrechts; ein anderer hieß ‚Maekingborg‘, ebenfalls ein Verwandter Albrechts. »
« Les Allemands avaient 900 soldats; le commandant s'appelait Enis, un Allemand, parent d'Albert; un autre s'appelait Maekingborg, également un parent d'Albert. »
Il est très probable que Maekingborg désigne le duc de Stargard, Jean II, et qu'Enis est Jean IV de Schwerin. Pendant l'attaque sur Bergen, un nombre important de nobles participent donc en tant que meneurs.

#### La paix de Skanör med Falsterbo
Les négociations de paix à Skanör med Falsterbo commencent le 29 septembre 1393. La rencontre ne donne en revanche aucun résultat et le statut d'Albert III. comme celui de Stockholm restent flous. Au cours de l'hiver suivant, les Frères des victuailles ravitaillent Stockholm, assiégée et menacée par la faim, en nourriture sur commande des Mecklembourgeois. Huit grand navires sont affrétés pour cela : « Marguerite Ire dut abandonner l'espoir de conquérir Stockholm. » La guerre régnait encore malgré le rapprochement entre le Danemark et le Mecklembourg.
De Stockholm, le capitaine Albert de Pecatel conquiert le Mecklembourg en 1394, avec l'aide des frères des victuailles de Gotland. L'île sert comme base d'opérations aux Frères des victuailles durant les années suivantes. La même année, Klaus Störtebeker et Gödeke Michels sont désignés pour la première fois en tant que capitaines dans un acte d'accusation anglais.
Avec la venue de Michel et Störtebeker, une nouvelle évolution dans l'organisation des Frères des Victuailles commenc : d'une part recruter des capitaines de la vieille noblesse du Mecklembourg n'est plus une priorité, d'autre part les pirates commencent à agir de façon autonome. Ils utilisent certes encore les ports des villes mecklembourgeoises, mais forment de plus en plus une communauté sous un seul pavillon.
Après l'accord de paix à Skanör med Falsterbo le 20 mai 1395, par lequel la Hanse, l'Ordre Teutonique, le Danemark et le Mecklembourg mettent fin aux hostilités, les villes de Rostock et Wismar interdisent l'accueil aux Frères des victuailles. Cela divise le groupe en beaucoup de petits et très petits groupes, ne disposant désormais ni de territoires ni de soutiens territoriaux. Les différents groupes opèrent par la suite sporadiquement aussi bien dans la mer du Nord et de l'Est qu'en Russie. Les premiers contacts régionaux sont pris avec les chefs de la Frise orientale en mer du Nord, car quelques frères des victuailles préfèrent chercher d'autres lieux d'actions. Ils évacuent la mer Baltique pour s'installer le long des côtes de la Frise Orientale, où ils sont fort bien accueillis en tant qu'aide dans les différentes querelles, qui se calment rarement. Ils participent aussi en tant qu'aide dans la guerre franco-hollandaise qui vient de s'engager

#### Domination sur la mer Baltique et expulsion

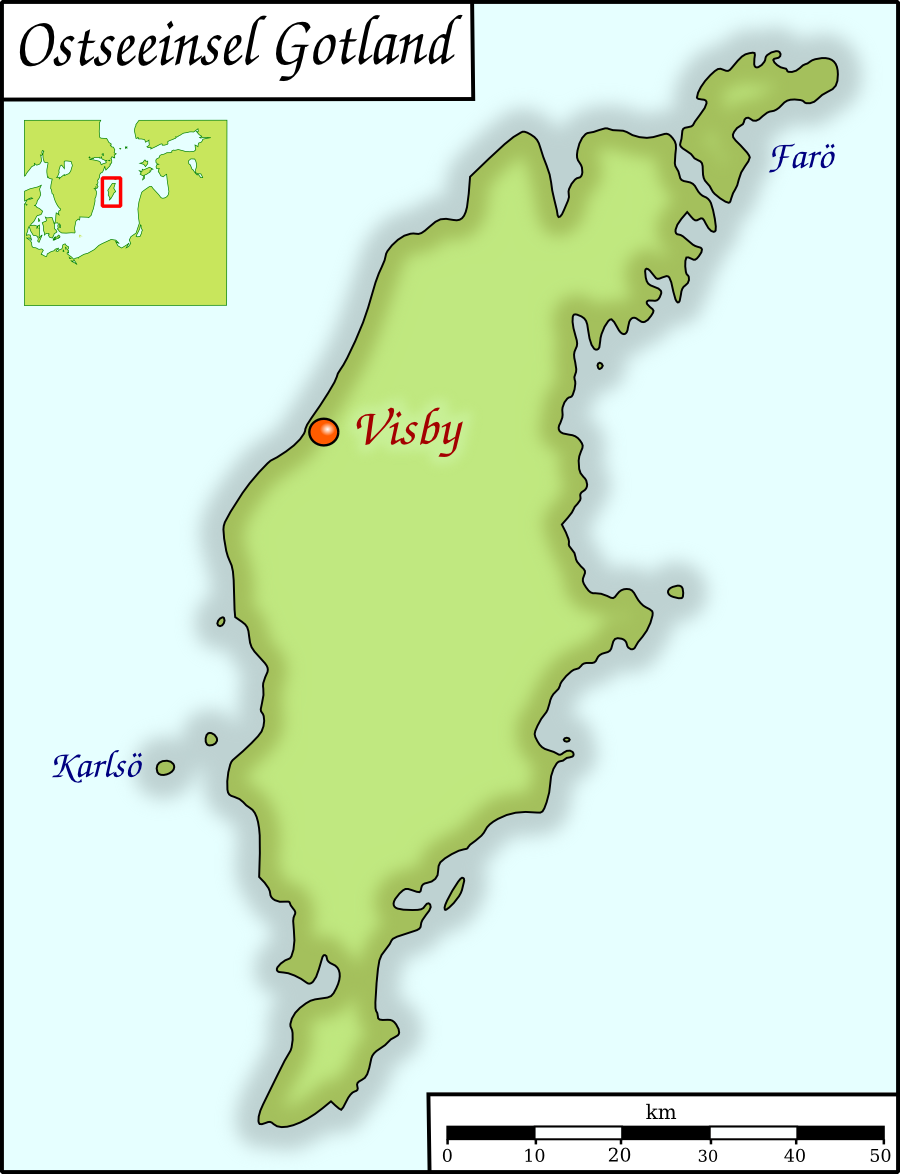
L'île Gotland avec la ville Visby

Même après le traité de paix, le conflit entre le Danemark et le Mecklembourg continue à couver, puisque le Mecklembourg se résigne mal à la perte du pouvoir sur la Suède. Gotland n'est pas complètement rendu à Marguerite Ire. Et, en 1395, Albrecht von Pecatel défend la ville de Visby pour les Mecklembourgeois, face au capitaine danois Sven Sture (de) (1386-1424), qui contrôle le reste de l'île.
Les groupes de Frères des victuailles, qui utilisent de plus en plus Gotland comme base des opérations, sont enrôlés par les deux capitaines et acceptent donc de s'engager dans des batailles contre eux-mêmes.
Durant l'été 1396, Éric, duc du Mecklembourg et fils du roi Albert III, aborde Gotland avec des troupes et conquiert au printemps 1397 Sven Sture, qui doit par conséquent prononcer un serment de fidélité. La même année, l'alliance entre le Danemark, la Suède et la Norvège est confirmée sous la régence de la reine Marguerite Ire, qui atteint ainsi son objectif ambitieux : l'union de l'entière Scandinavie sous le sceptre danois. Les espoirs du Mecklembourg de reconquérir la couronne suédoise sont donc finalement anéantis.
Quand le duc Éric meurt le 26 juillet 1397, il laisse sa fortification aux habitants de l'île. Gotland devient une colonie des pirates. La veuve d'Éric, Marguerite de Poméranie-Wolgast remet le commandement de l'île à Sven Sture (de) (1386-1424).

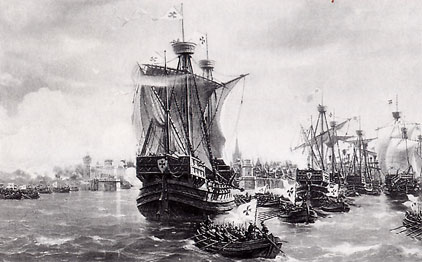
Représentation historique de la flotte de guerre de l'Ordre Teutonique

La situation est définitivement hors de contrôle pour le Mecklembourg. Les pirates sous la direction de Sture s'emparent pleinement de l'île et entament une guerre de course contre les navires marchands, qui parcourent la mer Baltique. Ainsi Konrad von Jungingen signbale que chaque navire marchand aurait droit à un séjour libre dans le pays et dans les châteaux de Gotland, Landeskrone et Sleyt, pour la moitié de son butin, à payer à la duchesse et à Sven Sture. On en vient à un « état de chaos » et « une vague de piraterie totale et incontrolable ».

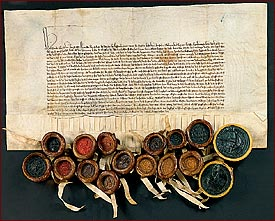
Accord de rétrocession, archives secrètes d'État du patrimoine culturel prussien, Berlin

Avant la fin de l'année, Marguerite Ire veut entrer en négociation avec Marguerite de Pomméranie-Wolgast, car la situation de la mer Baltique est de plus en plus délicate. L'Ordre Teutonique se trouve aussi sous pression, parce que les Frères des victuailles représentent aussi une menace pour ses possessions livoniennes et les villes prussiennes. De plus, aux yeux de la direction de l'Ordre, Marguerite Ire menace de prendre le pouvoir, particulièrement après la fondation de l'Union Kalmar. Ainsi, le grand maître Konrad von Jungingen décide une intervention militaire : le 21 mai 1398, une flotte teutonique de 84 bateaux, 4 000 personnes armées et 400 chevaux atteint Gotland. Cela conduit à des négociations entre Johann von Pfirt (commandant de l'expédition), le duc Johann de Mecklembourg et Sven Sture. La remise de l'île à l'Ordre Teutonique est attestée par Johann von Mecklenburg le 5 avril.
Trois châteaux sont rasés, afin de saper l'infrastructure contre de futures opérations des pirates. Le Mecklembourg perd Gotland au profit de l'Ordre Teutonique. Les Frères des victuailles, qui ont dominé la mer Baltique de 1395 à 1398, sont chassés :
« Die lübischen und preußischen Flotten machten energisch Jagd auf die Seeräuber, so daß die Ostsee im Jahre 1400 gänzlich gesäubert war. »
« Les flottes luebienne et prussienne pourchassèrent vigoureusement les pirates, de sorte que la mer Baltique fut complètement dégagée en 1400. »

### Les frères des victuailles dans la mer du Nord
La Frise orientale, qui s'étend à l'Est de l'Ems jusqu'au Weser à l'Est et est délimitée au Nord par la mer du Nord, offre à plusieurs égards un refuge idéal pour les Frères Vitaliens fuyant la mer Baltique :
D'une part, la zone offre de multiples cachettes, favorisées par la topographie confuse de la région qui est largement parsemée par des rivières, des digues et des landes. Les marées, les petits chenaux, les dépressions météorologique, les courants imprévisibles, les différentes zone de mouillages et cachettes possibles faisaient clairement un lieu de retraite idéal pour les pirates expérimentés.
D'autre part, la constitution politique de la Frise orientale offre les meilleures conditions pour les Frères des victuailles, dépouillés de leur base opérationnelle.

#### Les chefs de la Frise orientale
La Frise orientale ne dépend pas d'un pouvoir singulier mais est plutôt éparpillée en communes et territoires de différentes tailles, sur lesquels règnent les « bourgeois », c'est-à-dire les chefs. Ceux-ci sont dans des coalitions en constante évolution, et se querellent entre elles. Les déloyautés et des changements de camps rapides sont manifestes à maintes reprises.
Comme le régime féodal ainsi que les impôts sont inconnus en Frise orientale, les souverains doivent organiser le financement de leurs conflits : les chefs couvrent leurs besoins grâce à la piraterie et gagnent de cette manière les moyens nécessaires pour guerroyer.
Au XIIe et XIIIe siècles, les « Frisons libres » se revendiquent indépendantes, elles se sont organisées en communautés étatiques coopératives dans lesquelles, en principe, tous les membres ont les mêmes droits. Cette égalité fondamentale s'applique à tous les propriétaires d'exploitations agricoles et de terres associées dans leurs villages et paroisses respectives. Les affaires publiques des juges sont déterminées lors d'un vote annuel. Mais de facto, quelques « nobiles » se sont distingués de cette organisation : les membres des grandes et riches familles sont de fait chargés des fonctions publiques. À partir du XIIIe siècle, les symboles de réussite sociale des nobiles sont des maisons en pierre (précurseures des futurs châteaux forts) et de petites armées de mercenaires. Puis, à la fin du XIIIe siècle et jusqu'au milieu du XIVe siècle, une multitude de crises (famines, raz-de-marée, marchandises invendues, épidémies) conduisent à des troubles de l'ordre public, un renforcement des pouvoirs des nobiles. La bourgeoisie de la Frise orientale commence à prendre forme : les chefs apprennent rapidement à ne pas tirer leur autorité de la volonté des congrégations, mais à la comprendre et à la défendre comme propriété dynastique.
Les plus grandes familles de chefs vers 1400 comprennent la famille tom Brok (de) de Brokmerland, la famille Abdenas d'Emden et la famille autour de Folkmar Allena, qui gouverne les Osterhusen. Le chef de la Rüstringer Friese (de) ainsi que de Bant et Wanderland, Edo Wiemken der Ältere (de), occupe une position particulière : il s'est distingué en tant qu'hôte des Frères des victuailles, c'est pourquoi une première expédition punitive de la Ligue hanséatique est spécialement dirigée contre lui. Il doit donner l'assurance le 4 juillet 1398 aux villes de Lübeck, Brême et Hambourg qu'il retire sa protection envers les Frères des victuailles et qu'ils seront expulsés de son territoire. D'autres correspondances entre les Tuttlingen et la Ligue hanséatique[Lesquelles ?] prouvent que de telles promesses n'ont guère de sens.
La situation déjà compliquée est rendue encore plus difficile par les plans d'expansion d'Albert de Bavière, également comte de Hollande et exerce ainsi une pression sur les chefs en direction de l'est. Dans l'ensemble, la complexité de la politique territoriale de la Frise orientale ne peut être surestimée.

#### Collaboration entre les souverains et les Frères des victuailles
Les deux camps tirent une utilité de cette collaboration : les Frères des victuailles apportent de la flexibilité et l'expérience de la guerre avec eux. Leurs coûts sont avant tout beaucoup moins élevés (que des soldats réguliers), se font leur propre butin et n'exigent ni solde ni nourriture. De l'autre côté, les souverains apportent en contrepartie un refuge sûr contre les poursuites et des débouchés pour les marchandises volées ; deux conditions essentielles pour l'établissement d'une nouvelle base d'opérations.
Déjà en 1390, une bataille entre Hambourg et les Frères des victuailles est documentée et dans les années suivantes les souverains commencent à travailler sporadiquement avec les pirates,. L'expulsion des Frères des victuailles de l'île Gotland par l'ordre teutonique en 1398 conduit à une hausse significative des activités dans la région.
Les attaques des pirates en mer du Nord et sur la Weser ont aussi en ligne de mire les navires hanséatiques et hollandais, si bien que les Frères des victuailles sont encore une fois un problème persistant pour la Hanse, particulièrement pour les villes de Hambourg et Brême cette fois.

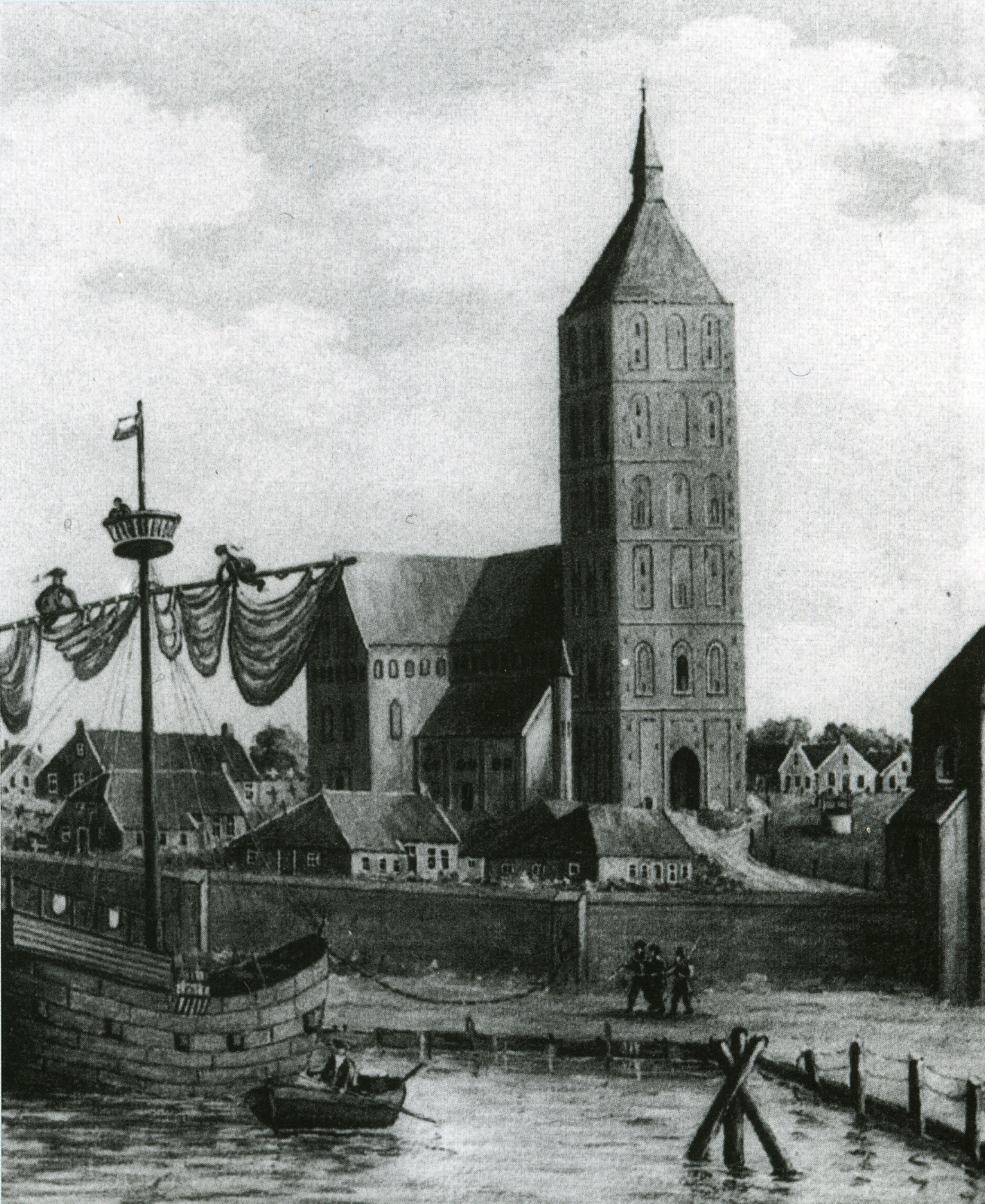
Église St. Marien dans le bourg Marienhafe (une partie, supposément datant du XIXe siècle)

Un des marchands, Egghert Schoeff, leur passe en outre une commande. Par la suite de quoi les villes flamandes Gand, Bruges, Ypres incitent, dans un courrier, les villes hanséatiques à s'attaquer énergiquement aux Frères des victuailles et à interdire l'achat de marchandises volées par Brême et Hambourg. Les deux villes tentent de se libérer des accusations de collaboration et font donc preuve d'un comportement particulièrement actif.
L'expulsion des Frères des victuailles de la mer Baltique n'a pas résolu le problème de la Hanse, et l'a juste déplacé à un nouvel endroit : en juin 1398, comme mentionné plus haut, la ligue hanséatique mène sa première grande opération contre les pirates dans la région de la baie de Jade. Des navires de Lübeck mènent également des opérations pendant l'année 1399 sous le commandement du conseiller municipal Henning von Rentelen (de) (1360-1406) devant les côtes de la Frise-Orientale.
L'envoi de 11 cogues armées avec 950 marins dans la mer du Nord est décidé le 2 février 1400 pendant un petit Hansetag à Lübeck. Keno II. tom Brok (de) (1380-1417) réagit immédiatement en s'excusant avec un écrit du 25 février aux villes hanséatiques pour l'hébergement des Frères des victuailles. Comme les frères Vitalien licenciés ont immédiatement trouvé un emploi chez les adversaires de Keno Hisko von Emden (de) (?-1427) et Edo Wiemken l'Ancien ainsi que chez le comte d'Oldenburg, Keno Tom Brok et ses alliés, surtout Folkmar Allena (de) (?-1406), Enno Haytatisna (de) (?-1407) et Haro Ayldisna (de) (?-1390), engagent de nouveau des pirates par la suite. Un « armement en chaîne » se forme : il n'est plus possible de renoncer à l'aide des Frères des victuailles, faute de pouvoir compenser avec son propre pouvoir le potentiel militaire des pirates, que ses opposants ont à disposition.
Lübeck pousse à l'action : le 22 avril, la flotte hanséatique déterminée quitte Hambourg pour la Frise orientale. Le 5 mai, elle rencontre sur l'Est de l'Ems les Frères des victuailles, hébergés par Folkmar Allena, et les bat. 80 pirates sont morts, 34 sont capturés et exécutés.
La Hanse a mis l'accent sur la demande de Lübeck en lui conférant la ville et le château d'Emden de Hisko (de). La base ainsi fixée permet des opérations par la suite ; à partir de là et jusqu'à la fin, d'autres châteaux et places fortifiées sont conquises. Cette intransigeance fait de cette entreprise un succès complet pour la Hanse. Le 23 mai, tous les chefs et toutes les congrégations de la Frise Orientale s'engagent à ne plus tolérer les Frères des victuailles. Une partie des pirates quittent à cause de cela la Frise Orientale et se cherchent de nouveaux alliés : un écrit de deux capitaines de navire daté du 6 mai à Hambourg mentionne que deux meneurs des Frères des victuailles, Gödeke Michels (?-1401) et Wigbold (1365-1401), se dirigent avec 200 autres vers la Norvège. Le duc Albert de Hollande (1336-1404) accepte le 15 août 114 les Frères des victuailles, dont un « Johan Stortebeker » parmi 8 capitaines. Équipés de lettres de marque, les Frères des victuailles font de l'Heligoland leur point de départ pour leurs futures opérations.

### La fin des Frères des victuailles

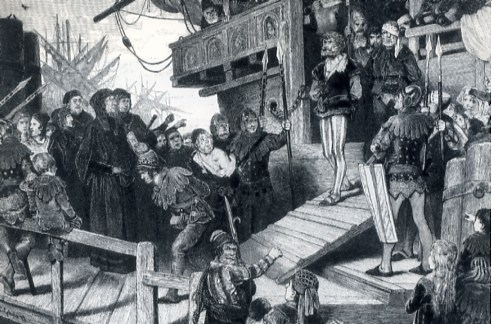
La contribution du pirate Klaus Störtebeker à Hambourg en 1401, une peinture par points de Karl Gehrts (1877),

La Hanse n'a pas atteint son réel objectif : pacifier définitivement la Frise Orientale et résoudre les problèmes de piraterie durablement. Encore une fois, ils se sont échappés, certes au prix du sang, et les têtes des Frères des Victuailles sont toujours au complet.

Dès lors, Hambourg se lance directement à leur poursuite et arrête au moins la partie des pirates ayant fui sur Heligoland. La date exacte et les détails de cette expédition restent dans l'ombre, entre le 15 août et le 11 novembre. L'opération est dirigée par deux conseillers municipaux de Hambourg, Hermann Lange et Nikolaus Schoke, comme le confirment les factures de la trésorie de Hambourg de l'année 1401 : 
« Für die Reise der Herren Hermann Lange und Nikolaus Schoken nach Helgoland im vergangenen Jahr gegen die Vitalienbrüder: zusammen 57 Pfund. »
« Pour le voyage de Mr. Hermann Lange et Nikolaus Schoken en Helgoland l'année dernière contre les Frères des victuailles : 57 livres au total. »
 De plus, ils sont cités dans les chroniques de Rufus :

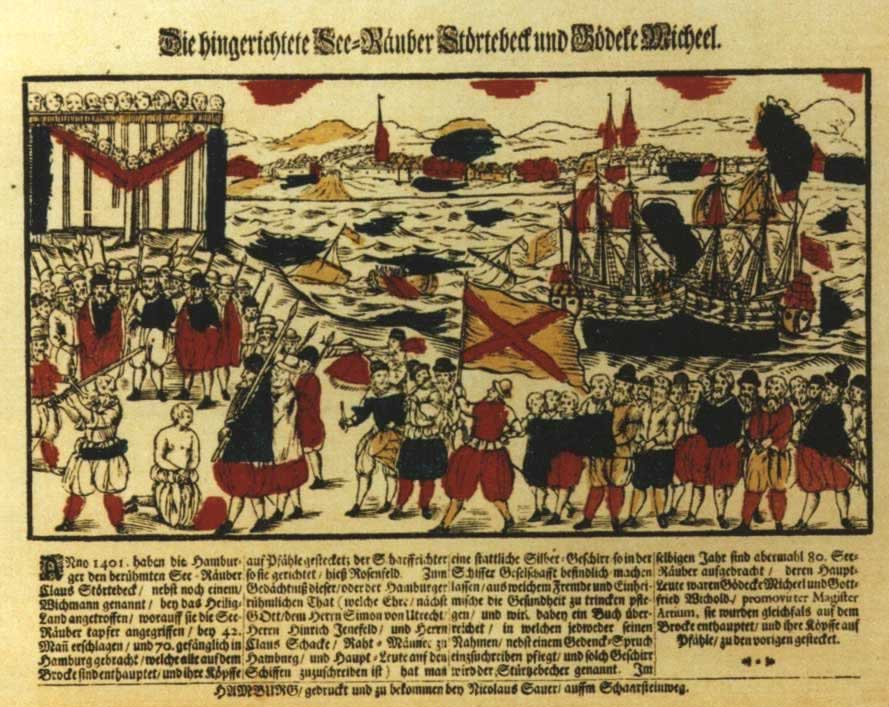
Exécution publique de Frères de victuailles à Hambourg. Tract de 1701, lors du anniversaire de l'exécution de Störtebekers

« Im selben Jahr (1402) fochten die Englandfahrer der Stadt Hamburg auf See mit den Seeräubern, die sich Vitalienbrüder nannten, und errungen einen Sieg über sie. Bei Helgoland erschlugen sie bis zu 40 von ihnen und nahmen 70 gefangen. Die führten sie mit sich nach Hamburg und ließen sie alle enthaupten (…) Die Hauptleute dieser Vitalienbrüder hießen Wichmann und Klaus Störtebeker. »
« La même année [en 1402], les marins anglais de la ville de Hambourg combattirent en mer avec les pirates, qui se firent appeler Vitalienbrüder, et remportèrent une victoire sur eux. À Helgoland, ils en tuèrent jusqu'à 40 et en capturèrent 70. Ils les emmenèrent avec eux à Hambourg et les firent tous décapiter (...) Les capitaines de ces frères des victuailles étaient Wichmann et Klaus Störtebeker. »
Les marins anglais, appelés comme Lange et Schoke dans les sources contemporaines, formaient l'épine dorsale de la lutte contre la piraterie dans la mer du Nord. Le commerce anglais ayant le plus souffert de ce fléau, qui avait dégénéré de manière insupportable dans le dernier quart du siècle.

En 1401, Hambourg s'attaque à l'ancien compagnon de Störtebeker Gödeke Michels. La trésorie de Hambourg atteste encore cet évènement : 
« Für die Reise der Herren Nicolaus Schoke und Hindrik Jenevelt über die Weser gegen die Vitalienbrüder 230 Pfund und 14 Schillinge. »
« Pour le voyage de Mrs. Nicalaus Schoke et Hindrik Jenevelt sur la Weser contre les Frères des victuailles 230 livres et 14 schillings. »

Trois bateaux ont été équipés et Michels et son équipage ont embarqué : 
« Nicht lange danach stießen dieselben Englandfahrer auf eine andere Seeräuberbande und kämpften mit ihnen. Und Gott gab doch den tüchtigen Helden den Sieg, denn sie ermordeten viele von ihnen, fingen etwa 80 und brachten sie mit sich nach Hamburg. Dort wurden sie enthauptet (…) Ihre Hauptleute hießen Godeke Michels und Wigbold, ein Magister der sieben Künste. »
« Peu de temps après, les mêmes marins anglais rencontrèrent une autre bande de pirates et se battirent contre eux. Et Dieu donna la victoire aux héros courageux, car ils en tuèrent beaucoup, en firent prisonnier environ 80 et les emmenèrent avec eux à Hambourg. Ils y furent décapités [...] Leurs capitaines s'appelaient Godeke Michels et Wigbold, un maître des sept arts. »
Avec l'exécution de Michels, le leader le plus important des Frères des victuailles est neutralisé. Un tournant est maintenant atteint dans l'histoire des Frères des victuailles. Même si les pirates continuent leurs raids contre des navires de la Hanse dans les années suivantes, l'appellation « Frère des victuailles » est déjà devenue un synonyme de piraterie, dans les sources des années suivantes. Ces évènements ne peuvent plus être mis en relation avec les troubles de la succession danoise ou des souverains de la Frise Orientale : il y a eu des actes de piraterie, tant en mer du Nord qu'en mer Baltique, avant et après les événements décrits ici ; mais il n'y a plus de continuité dans l'histoire des Frères des victuailles, qui ont représenté une menace immense pour la marine marchande de 1391 et jusqu'en 1401 inclus. Encore en 1427, l'île Oesel est même attaquée deux fois. Le second pillage de Bergen pendant la guerre entre la Hanse et le Danemark en 1429 est le dernier pillage recensé d'acte de piraterie. Le point final de leur histoire est la grande expédition punitive de Hambourg contre Sibet Lubbenson, le descendant d'Edo Wiemkens : Simon von Utrecht (de), qui a déjà participé à la victoire de Gödeke Michels, parti en 1433 avec 21 navires vers Emden, et conquis la ville.
Des divergences d'opinions entre Brême, Hambourg, Lübeck et les villes de Prusse concernant la direction de l'ordre Teutonique sont manifestes. Ces divergences conduisent à de violents affrontements à l'intérieur de la Hanse, et finalement à la recherche de nouveaux moyens de combats contre la piraterie.
Toutefois, cela ne couvre pas tous les coûts de la lutte contre la piraterie : les questions de logistique (coûts des services de messagers, paiements et contrats avec des souverains étrangers, paiements compensatoires, coûts des navires de livraison, etc.) n'ont pas du tout été pris en compte. La reconstruction de ce réseau de distribution est extrêmement compliquée.

## Les Frères des victuailles et la Hanse – Aspects économiques

### Coûts liés à la piraterie et à la lutte contre celle-ci
Les dimensions réelles des dégâts infligés par la piraterie des Frères des victuailles à la Hanse est encore aujourd'hui difficile à estimer. Les sources contemporaines rapportent fréquemment seulement « de gros dégâts » ou « beaucoup de désagréments » liés aux agissements des Frères des victuailles.
La perte de navires à elle seule représente les premières grandes pertes de cette facture : la valeur d'un cogue peut être estimée à plusieurs centaines de livres, soit 1 000 Marks en monnaie commune. Des cas sont transmis, où les négociants pouvaient racheter aux Frères des victuailles leurs navires volés ainsi qu'une partie de leurs marchandises. Une autre source de revenues établie pour les pirates était la demande de rançon des négociants capturés ou enlevés.
La véritable piraterie mais aussi le détournement de navires marchands ont eu un effet négatif sur l'économie de la Hanse. En outre, à certains moments, de longs tronçons de la mer du Nord et de la mer Baltique ne sont pas facilement navigables, et cena entraîne des problèmes immenses pour les commerciaux de la Hanse, et jusqu'à une multiplication par 10 de la valeur marchande préalable :
« [Die Vitalienbrüder] bedrohten leider die ganze See und alle Kaufleute, ob Freund ob Feind, so daß die Schonenfahrt wohl drei Jahre darniederlag. Darum war in diesen Jahren [ab 1392] der Hering sehr teuer. »
« [Les Frères des victuailles] menaçaient malheureusement toute la mer et tous les commerçants, qu'il s'agisse d'un ami ou d'un ennemi, tel que les trajets précautionneux auraient duré durant trois ans. C'est la raison pour laquelle le hareng fut si cher cette année [à partir de 1392]. »
Mais la résistance, par exemple à l'aide de cogues, entraîne également un surcoût pour les villes hanséatiques. Pour financer ces interventions militaires, les villes prélèvent une sorte de taxe spéciale sur les marchandises échangées dans les ports de la Hanse. La première décision de prélever une telle livre est prise en 1377. Pour la seule année 1378, les coûts des cogues de Lübeck et Stralsund s'élèvent à plus de 10 000 livres. Toutefois, cette taxe est mal acceptée, uniquement en cas de menaces importantes des Frères des victuailles ou avant de grandes opérations.
À maintes reprises, des villes refusent de percevoir des droits de douane en livres sterling ou restent même complètement à l'écart du financement des flottes de guerre. Tout d'abord, le conflit d'intérêts des villes de Rostock et de Wismar, particulièrement important à cet égard, doit être souligné : un plaidoyer décisif en faveur des intérêts de la Ligue hanséatique aurait été considéré comme une trahison par son souverain, Albert de Mecklembourg. Par conséquent, les deux villes font preuve de retenue chaque fois qu'il s'agit de combattre les pirates alliés de leur dirigeant. La Ligue hanséatique tient toutefois compte de la situation territoriale difficile et s'abstient de sanctionner sévèrement les deux villes.
De même, des divergences d'opinions sont documentées entre Brême et Hambourg, ainsi qu'entre Lübeck et les villes de Prusse, c'est-à-dire l'Ordre Teutonique. Ces dernières conduisent à de violentes altercations à l’intérieur de l'organisation de la Hanse. Elles conduisent aussi à de nouveaux moyens de combattre la piraterie : par exemple, au transfert de cette tâche au particulier Wulf Wulflam (de) décrit plus en détail ci-dessus.
Toutefois, cela ne couvre pas tous les coûts liés à la lutte contre la piraterie : les questions de logistique (coûts des messages, des navires de livraison, des paiements et contrats avec des souverains étrangers, des paiements compensatoires, etc.) n'ont jusqu'ici jamais été pris en compte. La reconstruction de ce réseau de distribution très ramifiées se révèle extrêmement complexe.

### Marchandises volées et débouchés commerciaux
Quelques villes ont développé des débouchés directement dans leurs ports pour les marchandises des Frères des Victuailles, ce qui représente un autre point de discorde au sein de la Ligue hanséatique. Il est important de nommer à ce stade le reproche, qui restait en suspens après l'agression sur le marchand Egghert Schoeff en 1398, fait contre les villes de Hambourg et Brême : après que les Frères des victuailles lui ont dit qu'être : 
« Gottes Freunde und aller Welt Feinde, mit Ausnahme der Städte Hamburg und Bremen »
« Amis de Dieu et ennemis du monde, à l'exception des villes de Hambourg et de Brême »
Puisque les Frères des victuailles peuvent écouler leurs marchandises à tout moment dans ces deux villes, elles se voient confrontées à une grande méfiance. Les deux villes se sont vraisemblablement accordées de même que les quelques marchés de la Frise orientale et de Groningue pour la vente de biens volés. Encore une fois, ces lieux sont documentés comme étant des lieux d'accueil pour les navires pirates. Des débouchés s'offraient aussi à l'intérieur du pays, dont avant tout les villes de Münster et Osnabrück.

## Aspects juridiques de la piraterie auXIVesiècle
Un serovere, ou pirate, était une personne qui, de sa propre initiative, c'est-à-dire sans autorisation de l'État, et pour son propre compte, attaquait d'autres navires avec une intention prédatrice. À l'inverse, Le transfert de l'habilitation de l'État par la possession d'une lettre de marque signifiait être légitimé. Ces lettres impliquaient pour les Frères des victuailles une reconnaissance en tant qu'allié, pour le compte du duc de Mecklembourg. Le déroutage de navires ennemis était donc légitimé par le droit de la guerre. En conséquence, ils n'étaient par définition plus des pirates mais des corsaires.
Ces délimitations s'estompent néanmoins fortement dans la vérité historique : d'une part, les Frères des victuailles n'ont pas respecté les statuts de corsaire et prenaient à l'abordage d'autres navires, qui n'étaient pas impliqués dans la guerre entre le Danemark et le Mecklembourg. D'autre part, les villes de la Hanse ont rarement accepté ou simplement ignoré le statut de corsaire : il s'agissait pour elles de simples pirates, qui devaient être combattus avec acharnement.

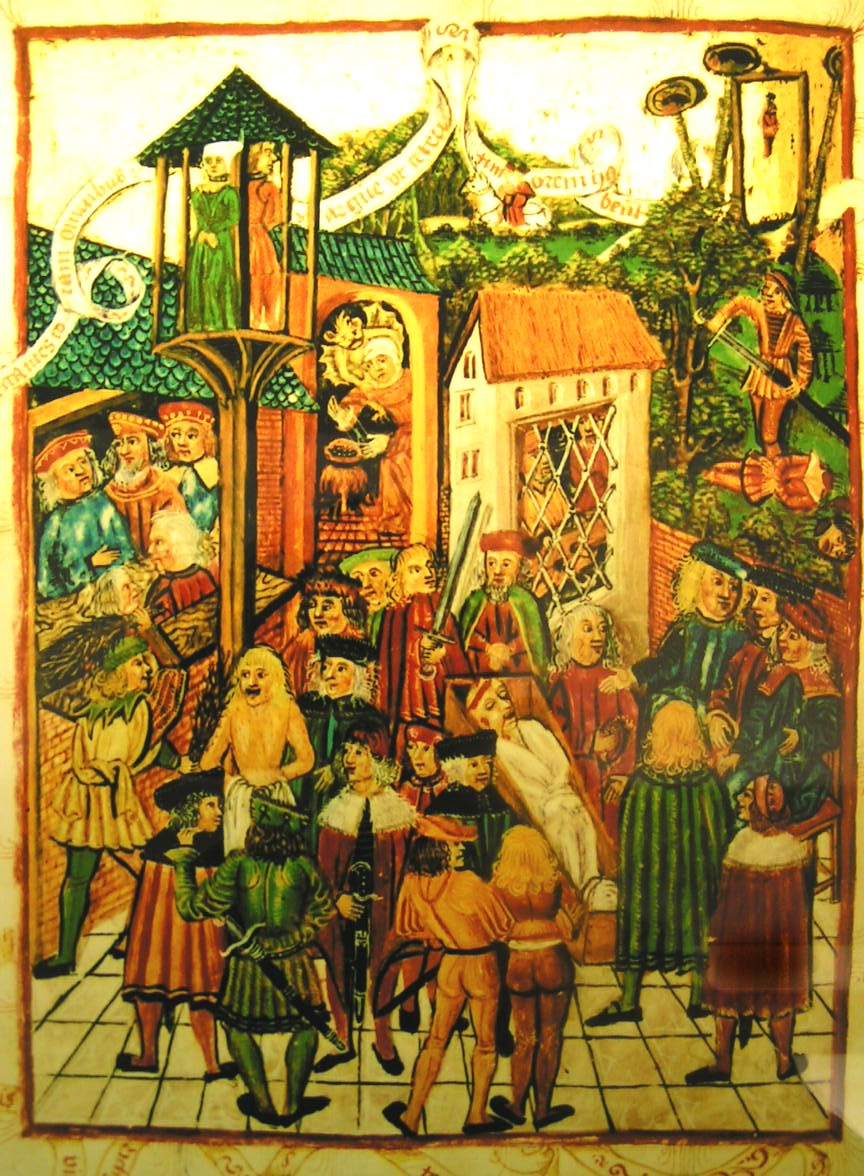
Loi de la ville de Hambourg en 1479 : crime (coupure de presse), Musée de l'histoire de Hambourg

La peine encourue pour piraterie était en ce sens dur : la décapitation par l'épée. Cette exécution était cependant une des seules honorable d'après les normes juridiques du Moyen Âge. Elle était généralement réservée aux nobles délinquants. Toutes les peines habituelles à Hambourg sont présentées dans une illustration de la loi de la ville de Hambourg de 1479 : roue, pendaison, mise au pilori et finalement décapitation.
Que Hambourg, en tant qu'adversaire inébranlable des Frères des victuailles, ne se soit pas écarté de cette méthode d'exécution, peut être interprété comme une concession finale à ceux qui ont été légitimés par le droit de la guerre. En outre, le droit pénal a retenu les Frères Vitaliens en faveur du critère d'ouverture : un larcin, par exemple le vol à l'étalage est puni à partir de 16 shillings de pendaison.

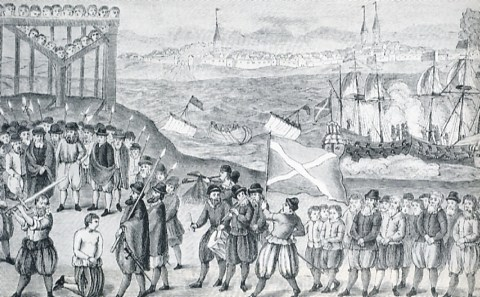
Exécution de Frères des victuailles sur l'île de sur le pont

Dans les règles, les têtes des exécutés sont placées sur des pieux situé sur l'île de Grasbrook le long de l'Elbe. Cela devait intimider et envoyer un signal à tous les navires de passage : Hambourg annonce son combat contre les Frères des victuailles.

## Les navires des Frères des victuailles

### Deux types de navires: Cogue et Houlque

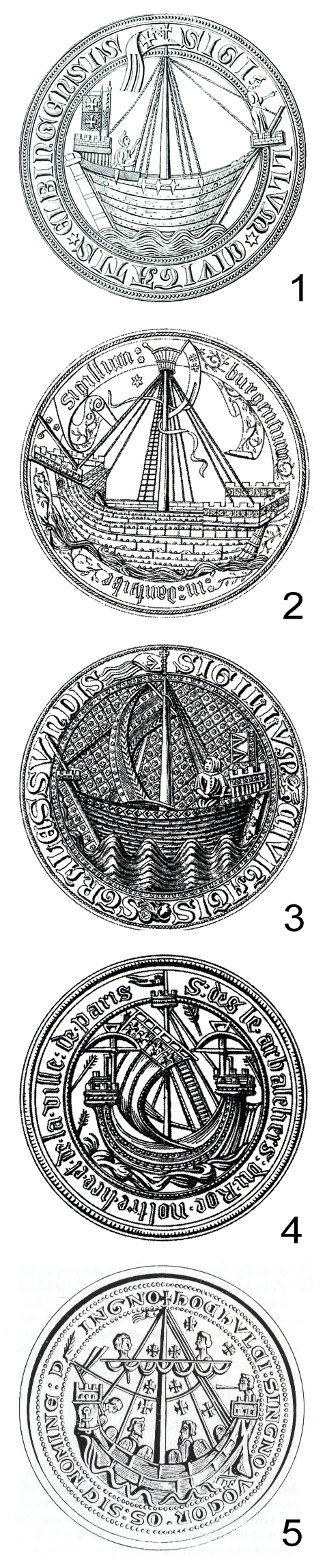
Sceaux représentants différents navires: 1. Cogue (Elbing), 2. Houlque (Danzig), 3. Cogue (Stralsund), 4. Houlque (archetier de Paris), 5. Houlque (New Shoreham)

Les Frères de victuailles et la ligue hanséatique utilisaient les mêmes navires pour chacune de leurs entreprises. Si les pirates utilisaient des navires plus rapide, rien ne peut être prouvé d'après les connaissances actuelles : leur vitesse supérieure peut être due à leur faible chargement. Les deux plus gros et importants navires pour les expéditions étaient la cogue et la houlque.
La cogue ne se pouvait pas naviguer contre le vent à cause de sa quille plate, sinon la dérive latérale devenait trop importante. Cela a entraîné de longs temps d'attente, qui étaient coûteux pour les commerçants en raison des salaires qu'ils devaient payer.
Les houlques déployées par la suite étaient moins sujets à la dérive grâce à leur quille profondes. L'inconvénient décisif en ce qui concerne la navigabilité était partagé par la cogue : les deux bateaux possédaient un seul vergue gigantesque de 200 m2 environ, dont l'utilisation exigeait un équipage important, particulièrement par vent fort.
Les deux bateaux avaient en commun de haut bords. Cela obligeaient les pirates à utiliser eux aussi des bateaux à hauts bords pour pouvoir aborder les navires marchands.

### Équipage
Un équipage plus important explique la supériorité maritime des Frères des Victuailles par rapport aux navires communs des marchands. Pour un navire de taille comparable aux cogues de Brême, un équipage est composé d'un batelier et de dix hommes. À cela s'ajoutent des subordonnés, de jeunes marins qui ne sont pas comptés dans l'équipage. Des marins spécialisés entrèrent en jeu par la suite, comme des voiliers ou des fabricants de coques. Des marchands et des secrétaires faisaient en faisaient en outre partie. Les équipages des pirates étaient probablement deux fois plus nombreux que ceux des navires marchands pour avoir l'avantage décisif dans les combats : il pouvait y avoir en moyenne 30 à 40 hommes.
C'est ainsi qu'une sorte de boucle de rétroaction s'est formée : la supériorité des effectifs des Frères des victuailles a poussé la Ligue hanséatique a posséder des équipages encore plus nombreux sur ses navires. Un cogue de Hambourg avec un équipage de 20 marins et 60 guerriers est attesté en 1368. Les navires de guerre auront plus tard un équipage allant jusqu'à 100 hommes. Il est ici notable que ce n'est pas le type de navire qui était décisif pour le succès d'une bataille navale, mais l'équipement du navire en termes d'équipage et d'armement.

### Armement
Lors des interventions guerrières, les bateaux étaient équipés d'arbalètes. Pour ce faire, ces armes étaient fixées à la proue et à la poupe des bateaux ainsi que sur les hunes. L'utilisation d'armes à feu est aussi rapportée, mais les projectiles tirés avec elles n'avaient pas la capacité nécessaire d'assurer une trajectoire stable. Avant l'abordage, les arbalètes étant plus précises et efficaces, étaient utilisées avant l'abordage, afin de mettre un maximum d'adversaires hors de combat dès le début. Durant l'abordage, des épées et des hachettes étaient utilisées avec des poignards et des massues.
Des canons lourds ont été utilisés sur le pont pour la première fois en 1493, lorsque les sabords ont commencé à s'affirmer. Leur rôle n'a donc pas été déterminant durant la période des Frères des victuailles. Des catapultes embarquées, les trébuchets, pouvaient au contraire surmonter les larges distances entre deux navires.

### Autres types de navires
À côté des cogues et houlques, d'autres bateaux ont été utilisés et mis à disposition pour soutenir les grands voiliers. Un voilier à un mât a été remarquable, le snekkar, qui était supérieur aux cogues en raison de sa manœuvrabilité et de sa vitesse plus élevées. Ces navires étaient notamment utilisés pour des opérations en eaux peu profondes ou pour des débarquements grâce à leur faible tirant d'eau mais ils n'étaient au contraire pas aptes à l'abordage à cause de leur bordage peu élevé. En conséquence, ils étaient fréquemment équipés d'arbalètes: elles permettaient de pousser les navires des Frères des victuailles vers les cogues ou houlques pour l'abordage. Un snekkar pouvait transporter jusqu'à 55 hommes armés en mission de guerre.

## Impact dans la société
L'accueil social du phénomène « Frères des victuailles » a fait l'objet d'un changement radical : leur nom, qui avait pour signification malheur et danger au Moyen Âge, a trouvé un nouveau sens positif au cours du temps en accord avec leurs motifs, puis jusqu’à une idéalisation de celui-ci. Il est ici sujet en premier lieu de la légende de Störtebeker, qui est devenu un symbole de résistance, de hardiesse, de détermination et d'aventures. Le mythe est très présent dans un ensemble de romans historiques et d'aventures, de comics, films, chansons et d'autant plus durant l'évènement annuel Störtebeker-Festspielen (le « festival de Störtebeker » en français) sur l'île Rügen.
Les Vitaliens sont actuellement de retour grâce à Klaus Störtebeker, tout aussi important historiquement que Gödeke Michels ou le Magister Wigbold. Une ligne de démarcation claire doit être tracée entre la recherche historique, d'une part, et la tradition traditionnelle, d'autre part : si Störtebeker n'était qu'un des nombreux capitaines des Vitaliens tant que l'on suit les sources contemporaines, la légende en fait le leader et le représentant.
Un changement similaire peut également être observé du côté des chasseurs de pirates : au fil du temps, Simon von Utrecht (de) a supplanté les leaders actuels des pilotes anglais, Hermann Lange, Nikolaus Schoke et Hinrik Jenefeld.
La réinterprétation des évènements a commencé avec les chroniqueurs du Moyen Âge, influencés par les légendes et récits de la population. Cette tradition se poursuit : en 1701 le componiste Reinhard Keiser a composé pour la première fois un opéra ayant pour thème le mythe de Störtebeker, qui est documenté en 1783 au théâtre municipal de Hambourg sous le nom Claus Storzenbecher. Au XVIIIe siècle, un autre opéra de deux pièces de théâtre, cinq poétiques et neuf en prose ont été écrits.
La tendance s'est poursuivie à partir de 1900 : jusqu'en 1945 inclus, quatre ballades, une pièce radiophonique, dix pièces de théâtre et 18 romans et histoires sur Störtebeker et le Vitalienbrüder. Les National-Socialistes ont également instrumentalisé le mythe entourant Störtebeker; il était intégré dans la propagande de l'Allemagne hitlérienne comme un « rebelle nordique » avec le droit de « piller les peuples voisins ».
Une interprétation marxiste du mythe de Störtebeker, que les national-socialistes ont voulu corriger dans le roman de Willi Bredel Die Vitalienbrüder semble également fonctionner : les familles patriciennes hanséatiques ont été érigées comme une classe dirigeante auxquelles le héros prolétarien Störtebeker s'opposait avec ses sympathisants socialistes. Ici aussi, la présentation de Störtebeker en tant que « Robin des mers » a été implicitement poursuivie. Cela s'est poursuivi dans la planification d'une production théâtrale du comité central du SED à partir de 1959 sous le titre de Klaus Störtebeker. Henning cite l'épilogue de la pièce comme suit :
« Störtebeker – Göstemichel – / Wigbold, wat liggt an – / Sozialismus voraus  – / Die Arbeiter / Herren im eigenen Haus. »
— Klaus J. Henning
        
« À traduire »
Cette représentation pose les bases de la « Störtebeker-Festspiele » sur l'île Rügen.

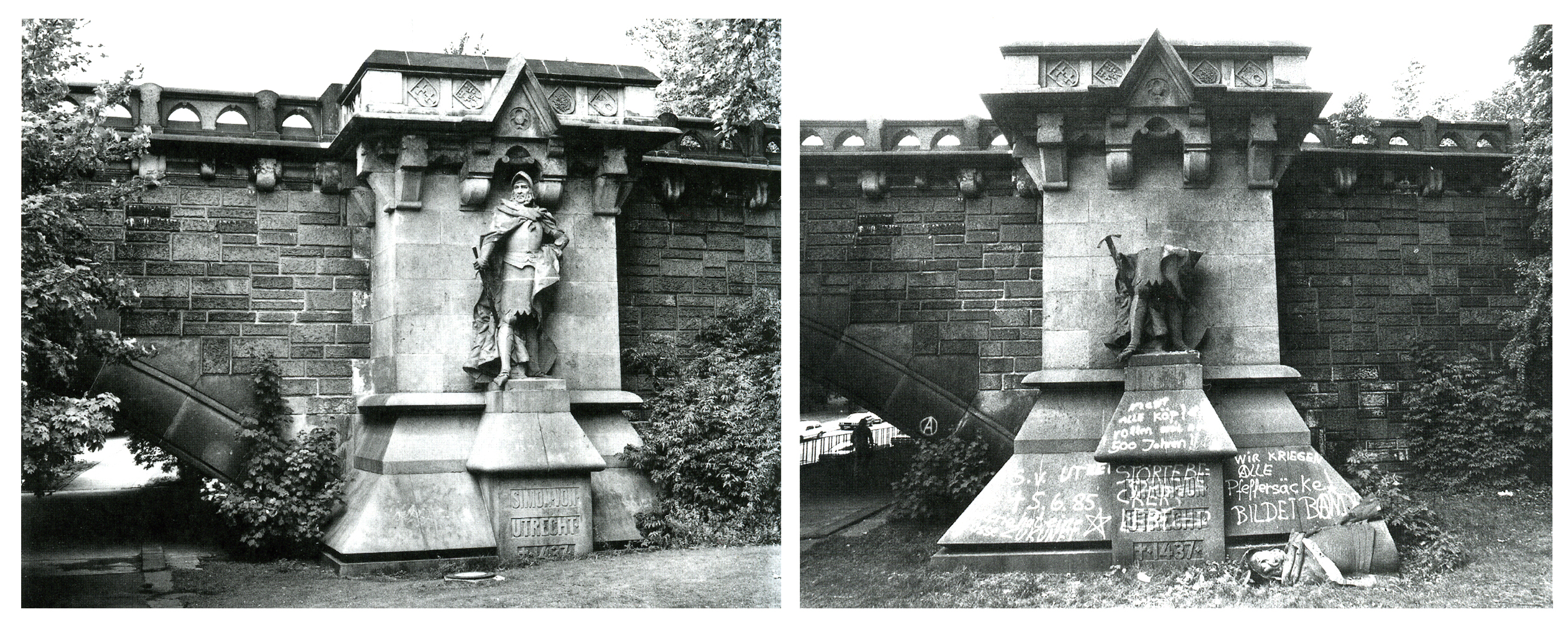
Le monument hambourgeois, « décapité » le 5 juin 1985

En 1985, la « décapitation » du monument Simon von Utrecht (de) de Hambourg au pont Kersten Miles doit également être considérée dans un contexte politique. La statue détruite a été taguée de graffitis politiques. Ceux-là appelaient à la formation de gangs, attestaient d'un grand avenir à la piraterie ou portaient la menace « Nous aurons tous les sacs de poivre » en référence au juron contemporain envers les riches marchands hanséatiques. L'action était étroitement liée à l'implication de Simons von Utrecht dans l'arrestation et la décapitation de Gödeke Michel : « Toutes les têtes ne roulent pas seulement après 500 ans ! »
Les Vitaliens et leur meneurs éminents survivent dans les mythes. Ces légendes sont en aucun cas à confondre avec les évènements historiques. Elles ne sont pas témoin de l'histoire elles-mêmes, mais plutôt des interprétations historiques correspondant aux besoins de chaque peuple à leur époque respective : les légendes des Vitaliens et des expéditions de corsaires deviennent une source de projections et d'inspirations pour la vie quotidienne et ont en conséquence peu en commun avec les sources historiques. Ces sources sont reléguées au second plan et laisse place à l'envie de liberté et d'aventures.

## Sources
- Detmar-Chronik. dans : F.H. Grautoff (éditeur): Chronik des Franziskaner Lesemeisters Detmar nach der Urschrift und mit Ergänzungen aus anderen Chroniken. Ire partie, Hambourg 1829.
- Hansischer Geschichtsverein (éditeur): Hanserecesse. Die Recesse und andere Akten der Hansetage 1256–1430. vol. II-IV, Leipzig 1872–1877.
- Karl Kunze (éditeur): Hansisches Urkundenbuch. Tome IV, Halle a. d. Saale 1896.
- Kämmereirechnungen der Stadt Hamburg, vol I. 1350–1400. Hambourg 1869, consulter en ligne et vol. II, 1401-1470. Hambourg 1873, consulter en ligne, nouvelle édition de Karl Koppmann, Hambourg 1869 et 1873.
- Chronik des Reimar Kock. dans : F. H. Grautoff (éditeur): Chronik des Franziskaner Lesemeisters Detmar nach der Urschrift und mit Ergänzungen aus anderen Chroniken. Ire partie, Hambourg 1829.
- Rufus-Chronik. dans : Historische Commission der Königl. Academie der Wissenschaften (éditeur): Die Chroniken der deutschen Städte vom 14. bis ins 16. Jahrhundert. vol. 28, Leipzig 1902.
- Verein für Lübeckische Geschichte und Altertumskunde (éditeur): Urkundenbuch der Stadt Lübeck. vol. IV, Lübeck 1873.
- Richard Hakluyt (éditeur): Voyages in eight Volumes. vol. I, Londres / New York 1907.